# باستی کایرماتنگ
باستی کایرماتنگ (انگلیسی: Basty Kyeremateng؛ زادهٔ ۳ فوریهٔ ۱۹۸۷) بازیکن فوتبال اهل ایتالیا است.
از باشگاه‌هایی که در آن بازی کرده‌است می‌توان به باشگاه فوتبال اینتر میلان، باشگاه فوتبال ارورا پرو پاتریا ۱۹۱۹، و باشگاه فوتبال آلساندریا اشاره کرد.